# Air Seychelles

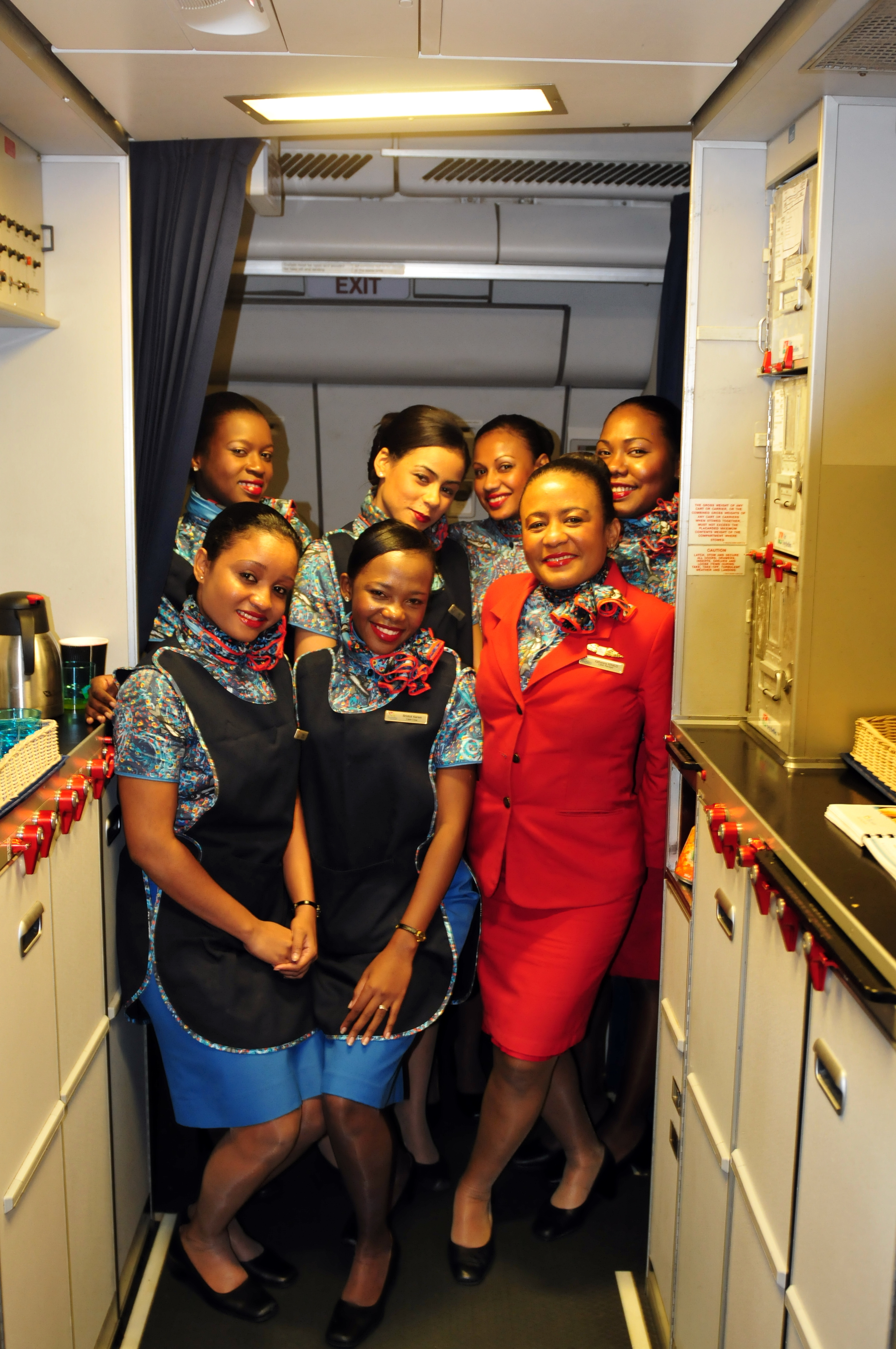

Air Seychelles és l'aerolínia nacional de les illes Seychelles, amb base al Seychelles International Airport de Mahé.

## Història
L'aerolínia es va establir a les Seychelles el 1977 amb el nom de Seychelles Airlines, establerta i originalment propietat del govern de les Seychelles, després d'haver comprat i fusionat diversos operadors d'avions petits en una sola companyia aèria, i canviant el seu nom un any després a l'actual, Air Seychelles. Va iniciar les rutes internacionals a Frankfurt i a Londres el 1983.
Després de problemes de gestió i rendibilitat, Etihad Airways va adquirir una participació del 40 per cent d'Air Seychelles el 2012, en un acord per valor de 45 milions de dòlars. El gener de 2018, Air Seychelles va anunciar el tancament de la seva única ruta restant de llarg recorregut (París), que havia començat en 2014, el retorn dels seus dos avions de llarg recorregut Airbus A330 i la seva focalització en la xarxa regional per garantir la rendibilitat i la sostenibilitat a llarg termini de l'aerolínia, en resposta a la creixent competència. L'1 de maig de 2021 es va anunciar que Etihad Airways va tornar a vendre la seva participació del 40% al govern de les Seychelles per 1 $.